# Circuit de Porrentruy
Der Circuit de Porrentruy war eine temporäre Motorsport-Rennstrecke nahe Porrentruy im Schweizer Kanton Jura. Sie wurde zwischen 1947 und 1954 für insgesamt fünf Rennveranstaltungen benutzt, bei denen Motorrad-, Seitenwagen- und Automobilrennen zur Austragung kamen. In jüngster Zeit wurden zwei Revivalveranstaltungen für historische Rennfahrzeuge auf der Strecke ausgetragen.

## Streckenbeschreibung
Die Strecke führte im Uhrzeigersinn um den Flugplatz Porrentruy durch die Ortschaft Courtedoux. Start und Ziel befanden sich etwa 3 km südwestlich des Zentrums von Porrentruy auf der Nationalstrasse 247 etwa 200 m vor der Einmündung der heutigen Strasse Le Clotre. Die Strecke verlief durch Courtedoux unter Umfahrung der Kirche des Ortes zum höchsten Punkt, wo sie ostwärts in die Rué de College einbog und wieder auf die N 247 zurück führte.

## Veranstaltungen
- 6. Juli 1947 – Es wurden Rennen für Motorräder mit 250 cm³, 350 cm³ und 500 cm³ sowie ein Seitenwagenrennen für Maschinen bis 600 cm³ ausgetragen.
- 11. Juli 1948 – für Motorräder und Seitenwagen
- 15.–16. Juli 1950 – für Motorräder und Seitenwagen
- 12.–13. Juli 1952 – für Rennwagen, Motorräder und Seitenwagen
- 17.–18. Juli 1954 – für Rennwagen, Motorräder und Seitenwagen
- 2.–3. September 2017 (erste Retro-Veranstaltung)
- September 2021 (zweite Retro-Veranstaltung)

Eine dritte Retro-Veranstaltung ist für 2025 geplant.